# NGC 5004A
NGC 5004A је лентикуларна галаксија у сазвежђу Береникина коса која се налази на NGC листи објеката дубоког неба.
Деклинација објекта је + 29° 38' 12" а ректасцензија 13h 11m 1,5s. Привидна величина (магнитуда) објекта NGC 5004 износи 13,1 а фотографска магнитуда 14,1. NGC 5004A је још познат и под ознакама UGC 8260, MCG 5-31-149, CGCG 160-157, PGC 45756.